# Agrochola schaenobaena
Agrochola schaenobaena är en fjärilsart som beskrevs av Eugen Johann Christoph Esper 1791. Agrochola schaenobaena ingår i släktet Agrochola och familjen nattflyn. Inga underarter finns listade i Catalogue of Life.